# 马尼乌斯·阿基利乌斯 (前129年执政官)
马尼乌斯·阿基利乌斯（拉丁語：Manius Aquillius，?—?），公元前129年的罗马执政官。他结束了对歐邁尼斯二世之子、帕加马之王阿里斯東尼克的战争。而在此前，这场战争已几乎被其前任马尔库斯·佩尔佩尔纳终结。返回罗马后，他被普布利乌斯·雷恩图卢斯指控在亚细亚行政不当，但通过贿赂法官而被无罪释放。他因在亚细亚的军事成功而得以举行凯旋式，但一切皆未能持续到前126年。